# Sochy Cyklus Hrající děti
Sochy Cyklus Hrající děti, polsky Rzeźby Cykl Grające Dzieci, jsou exteriérové bronzové plastiky v městském parku Park Miejski ve městě Kostrzyn nad Odrą (Kostřín) v okrese Gorzów v Lubušském vojvodství v západním Polsku. Nachází se také na pravém břehu řeky Warta v nížině Kotlina Freienwaldzka a v regionu Lubušsko.

## Historie a popis díla
Cyklus plastik, odlitých z bronzu a které byly instalovány během revitalizace parku v roce 2011, vytvořil polský sochař Michał Batkiewicz (*1957). Cyklus se skládá ze tří plastik stojících oblečených dětí, které hrají na hudební nástroje a kterými jsou tahací harmonika, housle a trubka. Názvy plastik jsou Chlapec s harmonikou (Chłopiec z harmonią), Dívka hrající na housle (Dziewczynka Grająca na Szkrzypcach) a Chlapec s trubkou (Chłopiec z Trabką). Každá z plastik je umístěna na kamenném odstupňovaném soklu ve tvaru kvádru, na kterém jsou umístěny údaje o soše.

## Další informace
Dílo je celoročně volně přístupné. V Parku Miejském se nachází další bronzová díla od stejného autora a kterými jsou Cyklus Pomíjivost (Cykl Przemijanie), Vzdělávací cyklus (Cykl Edukacyjny) a další abstraktní sochy zvířat z kamene a bronzu.

## Galerie

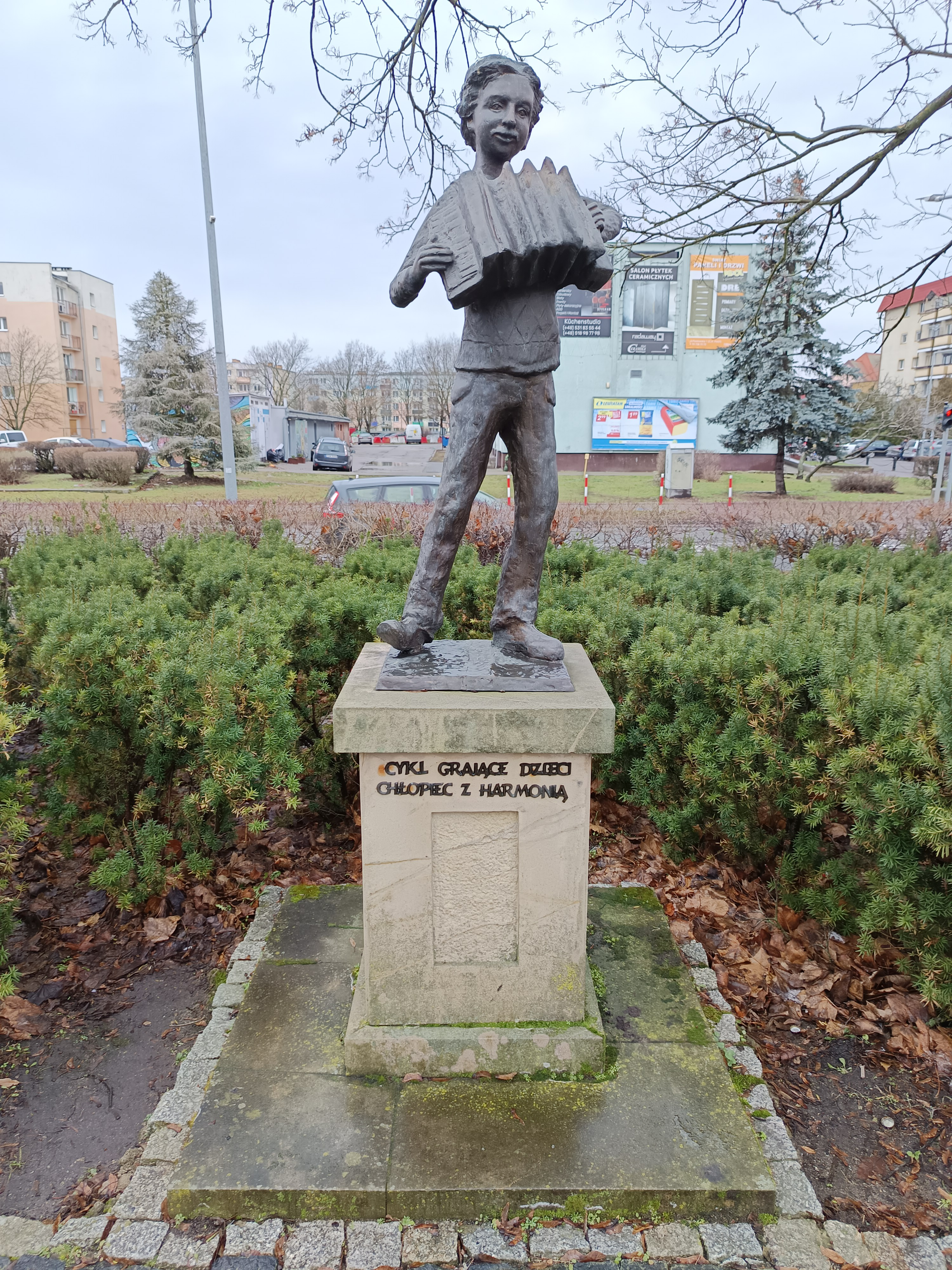
Chlapec s harmonikou (Chłopiec z harmonią)
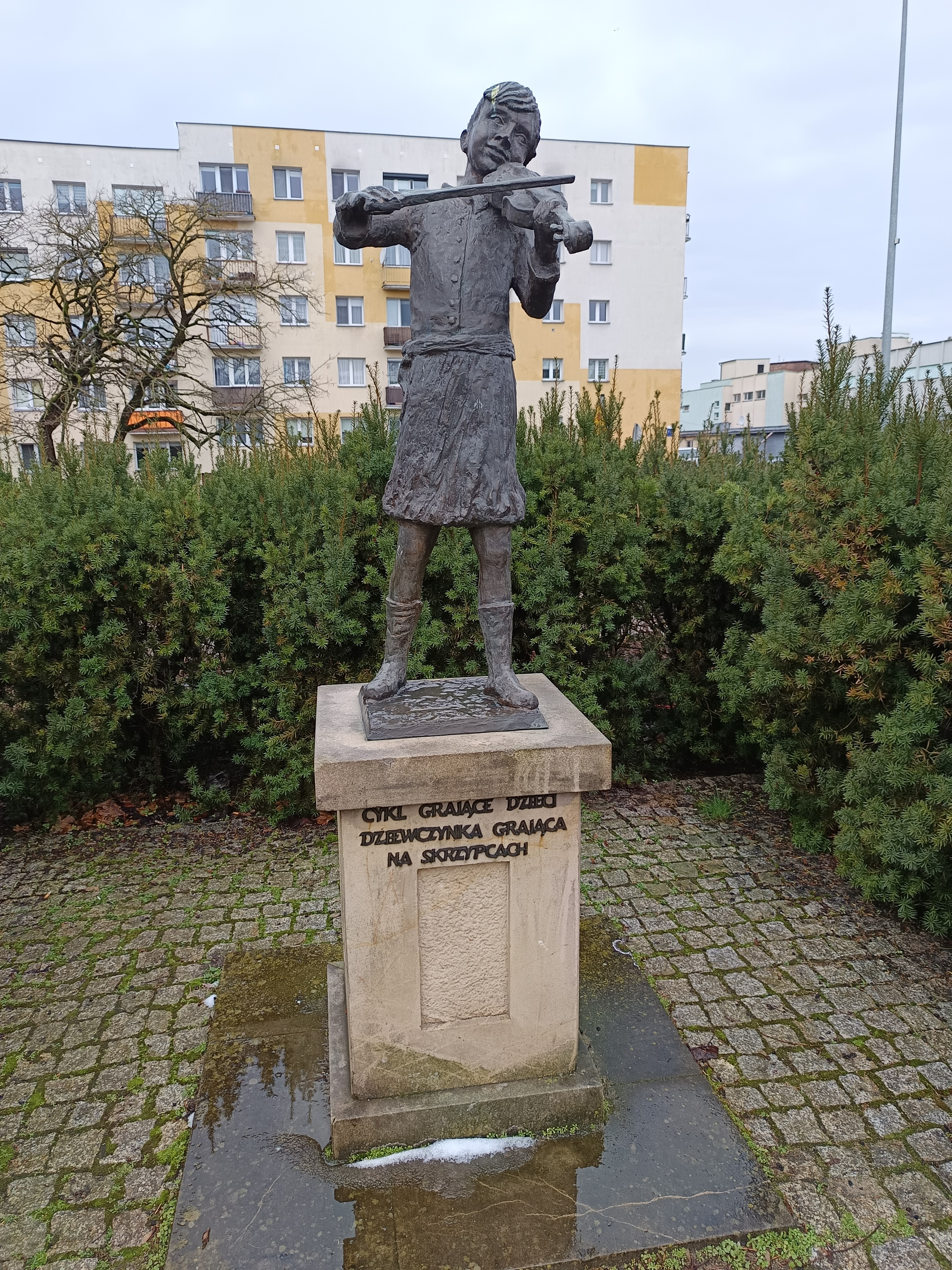
Dívka hrající na housle (Dziewczynka Grająca na Szkrzypcach)
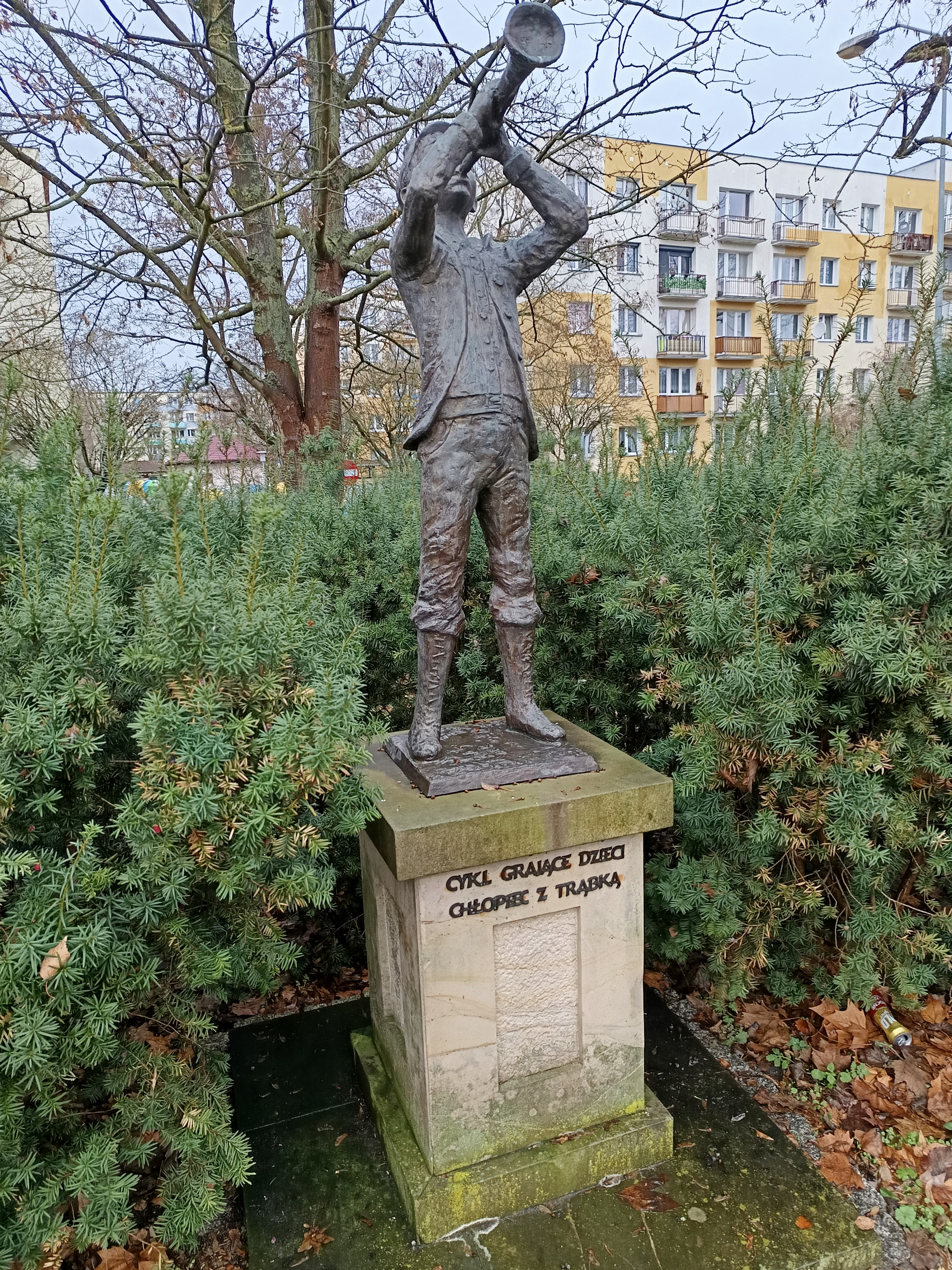
Chlapec s trubkou (Chłopiec z Trabką)